# Corte costituzionale della Repubblica di Serbia
La Corte costituzionale della Repubblica di Serbia (in serbo: Уставни суд Републике Србије) è l'organo di giustizia costituzionale della Serbia.

## Prerogative
La Corte costituzionale giudica in materia di:
1. rispetto di leggi, degli statuti delle province autonome, delle altre norme e degli atti generali della Costituzione serba;
2. conformità dei regolamenti e degli statuti degli organi della Repubblica con la legge;
3. conformità di tutti gli altri regolamenti, contratti collettivi, statuti con la legge;
4. conflitto di competenza tra i tribunali e altri organi;
5. conformità di una legge o di altro atto giuridico di un partito politico o altra organizzazione politica con la Costituzione e il diritto;
6. la messa al bando di partiti politici o altre organizzazioni politiche che attentano alla vita dello Stato;
7. contenzioso elettorale, che non sono sotto la giurisdizione dei tribunali o di altri enti statali.

La Corte costituzionale valuta la costituzionalità delle leggi e la costituzionalità e legittimità di regolamenti e altri documenti che non sono più validi, se dalla cessazione all'avvio del ricorso non è passato più di un anno.
Gli individui, le imprese e le associazioni politiche che operano in Serbia hanno il diritto di presentare ricorso alla Corte Costituzionale per la valutazione o eventualmente abrogazione di leggi, giudicati da essi incostituzionali.
La Corte costituzionale ha nove giudici. Le decisioni della Corte costituzionale sono vincolanti e inappellabili. Se necessario, il Governo garantisce l'esecuzione delle decisioni della Corte.